# Moreno Moser
Moreno Moser (Trente, 25 december 1990) is een voormalig Italiaans wielrenner.
Moser komt uit een grote wielerfamilie. Zijn vader Diego was kortstondig professioneel wielrenner, evenals zijn oudere broer Leonardo. Hij is een neef van oud-wereldkampioen Francesco Moser, Aldo Moser en Enzo Moser. Op 1 augustus 2016 werd bekend dat hij Cannondale-Drapac zou verruilen voor Astana Pro Team, waar hij een contract voor twee jaar had getekend.

## Belangrijkste overwinningen
2008
1e (ploegentijdrit) en 2e etappe Tour du Pays de Vaud
Eindklassement Tour du Pays de Vaud
2e etappe Ronde van Lunigiana
2011
1e en 8e etappe Girobio
Giro del Medio Brenta
Trofeo G. Bianchin
2012
Trofeo Laigueglia
Rund um den Finanzplatz Eschborn-Frankfurt
1e en 6e etappe Ronde van Polen
Eindklassement Ronde van Polen
2013
Strade Bianche
2015
9e etappe Ronde van Oostenrijk
2018
Trofeo Laigueglia

## Resultaten in voornaamste wedstrijden
| Jaar | Ronde van Italië | Ronde van Frankrijk | Ronde van Spanje |
| ---- | ---------------- | ------------------- | ---------------- |
| 2012 |                  |                     |                  |
| 2013 |                  | 94e                 |                  |
| 2014 | 120e             |                     |                  |
| 2015 |                  |                     | 72e              |
| 2016 | 41e              |                     | 72e              |
| 2017 |                  |                     |                  |
| 2018 |                  |                     |                  |

| Jaar | Milaan-San Remo | Amstel Gold Race | Luik-Bast.‑Luik | Ronde van Lombardije | Waalse Pijl | Strade Bianche | Eschborn-Frankfurt |  | WK op de weg |  | Wereldranglijsten |
| ---- | --------------- | ---------------- | --------------- | -------------------- | ----------- | -------------- | ------------------ |  | ------------ |  | ----------------- |
| 2012 |                 |                  | 60e             | opgave               | 94e         | 52e            | Goud               |  | 73e          |  | 26e (UWT)         |
| 2013 | 45e             | opgave           | 124e            |                      | 143e        | ↑              | Zilver             |  |              |  | 120e (UWT)        |
| 2014 |                 |                  |                 | opgave               |             | 44e            |                    |  |              |  |                   |
| 2015 | 137e            |                  |                 | opgave               |             | 46e            |                    |  |              |  | 174e (UWT)        |
| 2016 | 102e            |                  |                 | opgave               |             |                |                    |  |              |  | 137e (UWT)        |
| 2017 |                 |                  |                 |                      |             | 38e            |                    |  |              |  | 400e (UWT)        |
| 2018 |                 |                  |                 |                      |             | opgave         |                    |  |              |  |                   |

## Ploegen
- 2011 –  Liquigas-Cannondale (stagiair vanaf 1-8)
- 2012 –  Liquigas-Cannondale
- 2013 –  Cannondale Pro Cycling
- 2014 –  Cannondale
- 2015 –  Team Cannondale-Garmin
- 2016 –  Cannondale-Drapac Pro Cycling Team [a]
- 2017 –  Astana Pro Team
- 2018 –  Astana Pro Team
- 2019 -  Nippo-Vini Fantini-Faizanè

1. ↑  Tot 30 juni heette de ploeg Cannondale Pro Cycling Team, maar na het aantrekken van Drapac als cosponsor werd de naam per direct veranderd.

Agnoli ·
Basso · 
Bellotti ·
Bodnar ·
Capecchi ·
Caruso ·
Cimolai · 
Da Dalto ·
Dall'Antonia ·
Duggan ·
Finetto ·
Guarnieri ·
King ·
Koren ·
Longo Borghini ·  
Marangoni · 
Nerz ·
Nibali ·  
Oss ·
Paterski ·
Ponzi ·
Sabatini ·
J. Sagan ·
P. Sagan ·
Salerno ·
Szmyd ·
Vanotti ·
Viviani ·
Wurf ·
Agostini (stagiair) ·
Moser (stagiair)
Agnoli ·
Agostini ·
Basso · 
Bodnar ·
Canuti ·
Capecchi ·
Caruso ·
Da Dalto ·
Dall'Antonia ·
Duggan ·
King ·
Koren ·
Longo Borghini ·  
Marangoni ·
Moser · 
Nerz ·
Nibali ·  
Oss ·
Paterski ·
Ratto ·
Sabatini ·
J. Sagan ·
P. Sagan ·
Salerno ·
Sarmiento ·
Szmyd ·
Vanotti ·
Viviani ·
Aldegheri (stagiair) ·
Benfatto (stagiair) ·
Krizek (stagiair) 
Agostini · Basso · Bodnar · Boivin · Canuti · Caruso ·  Da Dalto · Dall'Antonia · De Marchi · Haedo · King · Koch · Koren · Krizek · Longo Borghini · Marangoni · Masuda · Moser · Paterski · Ratto · Sabatini · J. Sagan · P. Sagan · Salerno · Sarmiento · Vandborg · Viviani · Wurf · Martinello (stagiair) · Villella (stagiair)
Basso · Bennett · Bettiol · Bodnar · Boivin · Caruso · De Marchi · Formolo · Gatto · King · Koch · Koren · Krizek · Longo Borghini · Marangoni · Marcato · Marino · Mohorič · Moser · Ratto · Sabatini · J. Sagan · P. Sagan · Salerno · Sarmiento · Villella · Viviani · Wurf
Acevedo · van Baarle · Bauer · Bettiol · Brown · Cardoso · Danielson · Dombrowski · Formolo · Haas · Hesjedal · Howes · T.King · B.King · Koren · Langeveld · Marangoni · Martin · Mohorič · Moser · Navardauskas · Norman Hansen · Skjerping · Slagter · Talansky · Villella · Zepuntke · Bovenhuis (stagiair) · Mullen (stagiair)
van Baarle · Bauer · Bettiol · Bevin · Breschel · Brown · Cardoso · Clarke · Craddock · Dombrowski · Formolo · Gaimon · Howes · King · Koren · Langeveld · Marangoni · Moser · Mullen · Navardauskas · Rolland · Skjerping · Skujiņš · Slagter · Talansky · Urán · Villella · Wippert · Woods · Zepuntke · Dibben (stagiair)
Aru · Bilbao · Bïjigitov · Breschel · Cataldo · De Vreese · Fominykh · Fuglsang · Gatto · Groezdev · Hansen · Hryvko · Kamışev · Kangert · Korsæth · Loetsenko · López · Minali · Moser · Qojatajev · Sánchez · Scarponi · Stalnov · Tiralongo · Tlewbajev · Tsjernetski · Valgren · Zacharov · Zejts · Gïdïç (stagiair) · Lauk (stagiair)
Bilbao · Bïjigitov · Cataldo · Cort · De Vreese · Fominykh · Fraile · Fuglsang · Gatto · Gïdïç · Groezdev · Hansen · Hirt · Houle · Hryvko · Kangert · Korsæth · Loetsenko · López · Minali · Moser · Qojatajev · Sánchez · Stalnov · Tlewbajev · Tsjernetski · Valgren · Villella · Zacharov · Zejts